# 이철환
이철환(李喆煥, 1945년 6월 17일~2021년 8월 10일)은 대한민국의 정치인이다. 2010년 제5회 지선에서 당진군수에 당선, 제40대 당진군수가 되었다. 군수 재임 중이던 2012년, 당진군이 당진시로 승격되면서 초대 당진시장이 되었다.

## 학력
- 당진국민학교 졸업
- 당진중학교 졸업
- 당진상업고등학교(현재의 당진정보고등학교) 졸업
- 서라벌예술대학교 방송학 학사

## 경력
- 충청남도청 도의새마을과 과장
- 충청남도청 예산담당관
- 충청남도청 공보관
- 충청남도 당진군 부군수
- 충청남도청 농림수산국 국장
- 2010.7~2011.12 제40대 민선 5기 충청남도 당진군수
- 2012.1~2014.6 제1대 민선 5기 충청남도 당진시장

## 역대 선거 결과
|  | 31.0% |

|  | 33.00% |

|  | 48.75% |

|  | 40.47% |